# Polyprotein

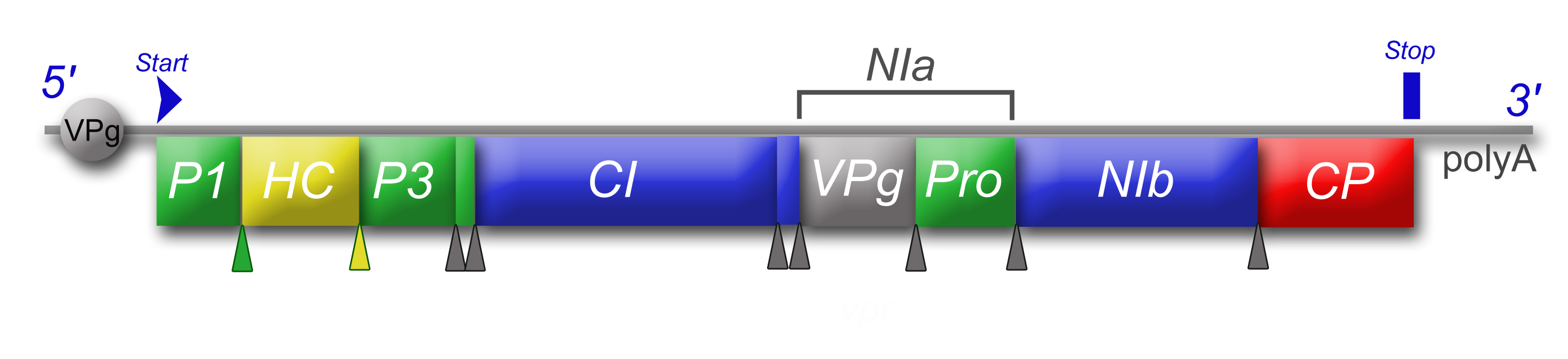
Genomkarte des Lily-Mottle-Virus. Das Genom dieses Virus enthält nur ein Gen, für ein Polyprotein. Dieses wird durch Proteasen an den durch Keile gekennzeichneten Stellen in folgende Komponenten zerschnitten: P1 (protease 1), HC (helper component), P3 (protease 3), CI (cylindrical inclusions protein), VPg (genomic virus protein), Pro (protease), NI (nuclear inclusions protein), CP (capsid/coat protein). Die Schnittstellen der Proteasen sind als Keile eingezeichnet.

Ein Polyprotein ist eine bei der Vermehrung einiger Viren vorkommende Zwischenstufe, aus der die einzelnen Virus-Proteine durch Abspaltung erst freigesetzt werden. Polyproteine findet man besonders bei jenen Viren, deren Gene in einem einzigen Offenen Leserahmen angeordnet sind (monocistronische mRNA). Bei der Translation entsteht ein sehr langes Polyprotein, ohne dass das Ablesen einzelner Genabschnitte durch ein Stopcodon unterbrochen wird. Meist werden schon während der Synthese des Polyproteins einzelne Proteine durch Proteasen abgespalten (kotranslationale Prozessierung). Diese Spaltung kann durch virale Proteasen (zum Teil autoproteolytisch in trans) oder zelluläre Proteasen (beispielsweise die Signalpeptidase) vollzogen werden. Polyproteine können auch bei der Entstehung von Kapsiden von Bedeutung sein. So vollzieht sich die Zusammenlagerung der drei Untereinheiten bei Picornaviren (VP1, VP2, VP3) als Polyprotein, erst danach erfolgt eine Spaltung in die einzelnen Proteine.
Polyproteine sind typisch für RNA-Viren mit einer einzelsträngigen RNA als Genom, beispielsweise Picornaviren, Togaviren und Flaviviren. Die Synthese einzelner Virusproteine kann über den Umweg eines Polyproteins nicht gesteuert oder reguliert werden. Es entstehen immer äquimolare Mengen der aus dem Polyprotein hervorgegangenen Proteine. Da Strukturproteine (Hüllproteine und Kapsidproteine) während der Vermehrung des Virus jedoch in größeren Mengen nötig sind als Funktionsproteine (beispielsweise Polymerasen), kommt es durch Ablagerung nicht benötigter Strukturproteine zu Zusammenballungen oder Ablagerungen dieser Proteine. Diese werden als Viroplasma oder Einschlusskörperchen bei der histologischen Untersuchung der Zellen sichtbar.
Die Spaltung des Polyproteins durch Proteasen wird bei der Therapie mancher Virusinfektionen durch den Einsatz von spezifischen Hemmstoffen genutzt, um die Virusvermehrung an dieser Stelle zu unterbrechen. Diese Medikamente werden als Protease-Inhibitoren bezeichnet.